# (221949) 1993 SJ9
(221949) 1993 SJ9 là một tiểu hành tinh vành đai chính. Nó được phát hiện bởi Henri Debehogne và Eric Walter Elst ở Đài thiên văn La Silla ở Chile ngày 22 tháng 9 năm 1993.